# Spartak Kiev
Spartak Kiev (ukrainska: Спартак Київ; ryska: Спартак Киев) är en handbollsklubb från Kiev i Ukraina, bildad 1962. Damlaget var världens bästa under lång tid, med 13 segrar av Europacupen (nuvarande Champions League) som fortfarande är rekord.

## Meriter
- Europacupmästare (nuvarande Champions League) 13 gånger: 1970, 1971, 1972, 1973, 1975, 1977, 1979, 1981, 1983, 1985, 1986, 1987, 1988
- Sovjetiska mästare 20 gånger: 1969, 1970, 1971, 1972, 1973, 1974, 1975, 1976, 1977, 1978, 1979, 1980, 1981, 1982, 1983, 1984, 1985, 1986, 1987, 1988
- Ukrainska mästare tre gånger: 1992, 1996, 2000

## Spelare i urval
- Maryna Bazanova (1982–1991)
- Ljudmyla Bobrus-Poradnyk (1970-talet)
- Larysa Karlova (1975–1989)
- Natalija Mytrjuk (1976–1989)
- Tetiana Kotjerhina (1970-talet)
- Ljubov Odynokova (1970-talet)
- Natalia Rusnatjenko (1985–1990)
- Zinajida Turtjina (Stolitenko) (1962–1994)
- Natalija Tymosjkina (1970-talet)
- Maryna Vergeljuk (1995–2003)
- Olha Zubarjeva (1970–1980)